# Квинт Бебий Макр
Квинт Бе́бий Макр (лат. Quintus Baebius Macer; умер после 117 года) — древнеримский государственный деятель из знатного плебейского рода Бебиев, консул-суффект 103 года.

## Биография
О происхождении Квинта сохранившиеся источники не сообщают ничего, кроме того, что он принадлежал к старинному и знатному плебейскому роду. В 100/101 году Макр занимал должность проконсула Бетики. В 103 году он был назначен консулом-суффектом совместно с Публием Метилием Непотом. 
В 113 году Макр находился на посту наместника провинции Дакия. В 117 году он был префектом города Рима. После смерти императора Траяна временщик покойного принцепса, префект претория Публий Ацилий Аттиан предлагал казнить Бебия, если «тот будет отказываться признать его власть». 
Известно, что Макр являлся приятелем Плиния Младшего.